# De Huisarts
De Huisarts is een Belgische wekelijkse krant voor huisartsen die uitgegeven wordt door Roularta Media Group. Het Franstalige zusterblad heet Le Généraliste. Hoofdredacteur is Filip Ceulemans.
Tezamen hebben de weekbladen een oplage van 19.598 exemplaren met een leesbereik van 65,1% gedurende gemiddeld 17,3 minuten per/week. De kranten worden gratis bezorgd aan alle Belgische huisartsen en aan geselecteerde specialisten. Wie daarbuiten een abonnement wil, betaalt jaarlijks € 52.
Begin 2012 werd bekendgemaakt dat het weekblad zal samensmelten met Artsenkrant van het Londense mediaconcern UBM plc. Beide uitgevers zullen participeren in een joint venture met een 50/50-verdeling.